# Jo Harrop
Jo Harrop (* ≈1980 in Durham) ist eine britische Jazzsängerin. 

## Leben und Wirken
Harrop wuchs mit der Musik von Nina Simone, Billie Holiday und Aretha Franklin auf. Sie begann ihre Karriere als Session-Sängerin; so arbeitete sie mit Neil Diamond, Rod Stewart und Gloria Gaynor zusammen und war an Aufnahmen von Accoustic Alchemy, Black Lillies oder Alex Webb & The Copasetics beteiligt. 
Nach ihrem Umzug nach London etablierte Harrop sich schnell in der Jazzszene. Beim Jazzlabel Lateralize Records veröffentlichte sie 2020 das Duoalbum Weathering the Storm mit dem Gitarristen Jamie McCredie, das Balladen enthielt und gute Kritiken erhielt. 2021 folgte ihr vielfältigeres Album The Heart Wants beim selben Label. Mit dem Pianisten Paul Edis legte sie 2022 das Album When Winter Turns to Spring vor, das bei den Parliamentary Jazz Awards 2023 als „Jazzalbum des Jahres“ ausgezeichnet wurde.